# エロス・カペッキ
エロス・カペッキ（Eros Capecchi、1986年6月13日 - ）は、イタリア、カスティリオーネ・デル・ラーゴ出身の自転車競技（ロードレース）選手。

## 来歴

### 2004年
- イタリア選手権 個人ロードレース・ジュニア部門 優勝

### 2005年
- リクイガス・ビアンキ（現 リクイガス・キャノンデール）とトレーニー契約を結ぶ。

### 2006年
- リクイガスのトップチームに昇格。

### 2008年
- サウニエル・ドゥバル - スコット（後の ジェオックス・TMC）に移籍。
- エウスカル・ビシクレタ 総合優勝

### 2011年
- リクイガス・キャノンデールに移籍。
- ジロ・デ・イタリア 第18ステージ勝利

### 2012年
- グラン・プレミオ・ディ・ルガーノ 優勝
- ツアー・オブ・北京 総合5位

### 2013年
- モビスター・チームに移籍

### 2016年
- アスタナ・プロチームに移籍

### 2017年
- クイックステップ・フロアーズに移籍

### 2020年
- バーレーン・マクラーレンに移籍